# 帕西菲克格罗夫埃克斯
帕西菲克格罗夫埃克斯（英語：Pacific Grove Acres）是位於美國加利福尼亞州蒙特雷縣的一個非建制地區。該地的面積和人口皆未知。

## 地理
帕西菲克格罗夫埃克斯的座標為36°37′44″N 121°55′48″W / 36.62889°N 121.93000°W，而該地的平均海拔高度為38米（即125英尺）。